# Triqui de Chicahuaxtla
El triqui de Chicahuaxtla es una lengua que se habla en Oaxaca, México en la agencia municipal de San Andrés Chicahuaxtla, Santa Cruz Progreso, Llano de Zaragoza, Yosonduchi, Cañada Tejocote, Miguel Hidalgo, San Marcos Mesoncito, San Gabriel Chicahuaxtla,  La Laguna Guadalupe, San Isidro de Morelos, San José Xochixtlan, así como también en las rancherías de Joya Grande Chicahuaxtla, San Antonio dos Caminos Chicahuaxtla, Plan de Guajolote Chicahuaxtla y Los reyes Chicahuaxtla. Existe una variante de esta lengua hablada en Santo Domingo del Estado, la cual tiene dos vocales menos que el triqui de Chicahuaxtla.

## Clasificación
El idioma triqui es una lengua que junto con el mixteco y el cuicateco forman la familia mixtecana y esta al gran tronco otomangue.

## Variantes
El Instituto Nacional de Lenguas Indígenas (INALI), reporta 4 variantes.
- Xna'ánj nu'. Hablado en San Juan Copala
- Snáhánj nìh. Hablado en San Martín Itunyoso
- Nánj nïn'-ïn. Hablado en San Andrés Chicahuaxtla
- Tnánj nình-in. Hablado en Santo Domingo del Estado

Esta última es considerada como una variante del triqui de Chicahuaxtla e incluso comparten el mismo código ISO.
El Ethnologue solo reporta las tres primeras.

## Fonología
Las siguientes tablas muestra los fonemas del triqui de Chicahuaxtla: las vocales y las consonantes.

### Vocales
|         | Anterior | Central | Posterior |
| ------- | -------- | ------- | --------- |
| Cerrada | i        | ɨ       | u         |
| Media   | e        | ʌ       | o         |
| Abierta |          | a       |           |

### Cualidad de las vocales
El triqui de Chicahuaxtla tiene 6 vocales básicas. Cada una de estas vocales pueden ser nasales [ã], con excepción de [ʌ]. Cuenta también con vocales aspiradas [ah] y con vocales glotalizadas [aʔ] y [aʔa].

### Consonantes
|                 | Bilabial | Alveolar | Postalveolar | Retrofleja | Palatal | Velar | Labiovelar | Glotal |
| --------------- | -------- | -------- | ------------ | ---------- | ------- | ----- | ---------- | ------ |
| Oclusiva        | p b      | t d      |              |            |         | k g   | kʷ gʷ      | ʔ      |
| Fricativa       |          | z        | ʃ ʒ          |            |         |       |            | h      |
| Africada        |          | t͡s       | t͡ʃ           | t͡ʂ         |         |       |            |        |
| Nasal           | mː m     | nː n     |              |            |         |       |            |        |
| Vibrante simple |          |          |              | ɽ          |         |       |            |        |
| Lateral         |          |          |              | lː l       |         |       |            |        |
| Aproximante     |          |          |              |            | jː j    |       | wː w       |        |

El triqui de Chicahuaxtla cuenta con otros grupos consonánticos que no se encuentran en el cuadro básico de consonantes, por ejemplo: /nd/, /ng/, /ʔng/, etc.

## Breve vocabulario
En seguida se muestra un conjunto de palabras de la variante triqui de Chicahuaxtla con sus tonos en superíndice.
'ngoj43 uno
huui53 dos
hua'5nï3 tres
gan'5an3 cuatro
un'5unj3 cinco
xuhue3 perro
chru3 grillo
canj3 huarache